# 2487 Juhani
2487 Juhani eller 1940 RL är en asteroid i huvudbältet som upptäcktes 8 september 1940 av den finske astronomen Heikki A. Alikoski vid Storheikkilä observatorium. Den har fått sitt namn efter upptäckarens son.
Asteroiden har en diameter på ungefär 9 kilometer och den tillhör asteroidgruppen Nysa.